# Freeze (グループ)
Freeze（フリーズ）は、香港の女性3名音楽ユニット。所属レコード会社はワンドル・プロダクションになる。
2007年結成。メンバーはキャリサ・ヤン（甄穎珊、Carisa Yan）・アリー・チャン（陳樂榣、Alley Chan）・スキー・シェック（石詠莉、Sukie Shek）の3人。但し、アリー・チャンはFreezeの三代目メンバー、2007年5月6日に加入。

## 音楽作品

### アルバム
- 2007年：『Golden Eyes』

### シングル
- 2007年：Maria (アルバム『醜女大翻身』オリジナルサウンドトラックを収録)
- 2008年：Shibaza
- 2008年：黒色暴雨

## 出演作品

### 映画
- 『女人．本色』（キャリサ・ヤンとアリー・チャン）
- 『奪帥』 - リサ 役（キャリサ・ヤン）
- 『六樓后座2家屬謝禮』 - MV少女 役

### テレビドラマ
- 香港ラジオテレビ：『非常平等任務』（キャリサ・ヤン）
- 香港ラジオテレビ：『父子』（キャリサ・ヤン）
- TVB：『盛裝舞步愛作戰』（ゲスト）

## 参加のテレビとインターネット番組
- TVB
  - 2007年 : 『翡翠歌星賀台慶』
  - 2007年 : 『歡樂滿東華』
  - 2008年 : 『360℃音樂無邊』
  - 2008年 : 『鐵甲無敵獎門人』
  - 2008年 : 『娛樂金剛圈』
- TVBペイビジョン
  - 2008年 : 『BOOM部落格』
  - 2008年 : 『星級廚房』
  - 2008年 : 『三個女人一個墟』
- NetTV77
  - 2007年 : 『NET人飯局』
- その他
  - 2008年 : 『娛樂開Chat』
  - 2008年 : 『人氣在線』
  - 2008年 : 『大娛樂家』

## 出演
- Freeze Mini Concert 2007
- メトロショービズ（現：メトロインフォ）『07樂壇新人大熱鬥』
- 香港各界青少年一心一印迎奧運音樂會
- 「麗晶慈善繽紛夜」（カナダ）

## 番組司会
- TVB『唔使怕醜』
  - 司会者：キャリサ・ヤン、陳道然（陳淑蘭）
- MyRadio『Freeze新地帶』
  - 司会者：キャリサ・ヤン、アリー・チャン、スキー・シェック
- MyRadio『Freeze直播真人Show』
  - ゲスト：蕭若元、社長蕭定一、キャシー・リョン、ユルシュール・ウォン、セリーナ・クオック、エリカ・ユン、メトロインフォDJニュー・バナナクラブ、マギーと陳禮賢など
- MyRadio『Lady First』
  - 司会者：アリー・チャン、客室乗務員Elanie、アン・ホー
- MyRadio『玄學123』
  - 司会者：キャリサ・ヤン、Ray、その他の司会者など

## 広告
- Be A Lady（ビー・ア・レディー）
- B.A.L. Medical Center／ビー・ア・レディー・メディカルセンター（ビー・ア・レディー）
- モバイル・ゲーム『美女ステージ』
- ALTE NATIVE
- Peo Trimza
- NARS skin